# Pilosella heterodoxa
Pilosella heterodoxa là một loài thực vật có hoa trong họ Cúc. Loài này được (Tausch) Soják miêu tả khoa học đầu tiên năm 1971.